# Uniwersytecki Szpital Kliniczny nr 1 im. Norberta Barlickiego w Łodzi
Uniwersytecki Szpital Kliniczny nr 1 im. Norberta Barlickiego (dawniej Szpital Kasy Chorych m. Lodzi im. Prezydenta I. Mościckiego) – szpital znajdujący się w Łodzi przy ul. dr. Stefana Kopcińskiego 22. Wybudowany został w latach 1928–1930. 

## Historia
W wyniku potrzeby ustanowienia systemu opieki zdrowotnej, kluczowym było powołanie Kas Chorych, które miały umożliwić upowszechnienie dostępu do służby zdrowia. W związku z powyższym Łódzka Kasa Chorych podjęła się realizacji nowego, wielowydziałowego szpitala. Projekt budynku wykonał architekt Wiesław Lisowski. Budowę rozpoczęto w 1928 roku, z inicjatywy Wincentego Tomaszewicza, późniejszego dyrektora szpitala. Otwarcia obiektu swojego imienia dokonał 25 kwietnia 1930 roku prezydent RP Ignacy Mościcki, a w uroczystości uczestniczył m.in. także ówczesny minister zdrowia. Początkowo obiekt mieścił 450 łóżek, następnie 635, a po rozbudowie o skrzydło południowe – 835. W latach 1934–1939 szpital im. I. Mościckiego stanowił największy obiekt spośród 19 Szpitali Ubezpieczalni Społecznej w Polsce. Przed wybuchem II wojny światowej obiekt dostosowano do warunków wojennych i potrzeb rannych. Liczba łóżek wzrosła do 1800. 8 września 1939 szpital został przejęty przez Wehrmacht oraz SS, a 1 kwietnia 1940 roku nadzór nad szpitalem przejęła niemiecka Krankenkasse i został przemianowany na Szpital im. Augusta Biera (August Bier-Krankenhaus). W trakcie okupacji pracował w nim wyłącznie personel narodowości niemieckiej, który udzielał opieki głównie Niemcom. 19 stycznia 1945 szpital przejęły władze radzieckie, a 27 sierpnia 1945 roku oficjalnie powołano pierwsze wydziały medyczne: Lekarski, Stomatologiczny i Farmaceutyczny. 1 stycznia 1955 roku rozpoczął funkcjonowanie jako Państwowy Szpital Kliniczny nr 1 Akademii Medycznej w Łodzi, stanowiąc bazę naukową i dydaktyczną uczelni. W 2002 roku po powstaniu Uniwersytetu Medycznego w Łodzi został przemianowany na SPZOZ Uniwersytecki Szpital Kliniczny nr 1 im. Norberta Barlickiego Uniwersytetu Medycznego w Łodzi. Obecnie szpital ma 13 oddziałów:
1. Oddział Kliniczny Pulmonologii i Alergologii
2. Oddział Kliniczny Pulmonologii Ogólnej i Onkologicznej
3. Oddział Kliniczny Neurologii
4. Oddział Kliniczny Neurochirurgii i Onkologii Centralnego Układu Nerwowego
5. Oddział Kliniczny Okulistyki z Odcinkiem dla Dzieci
6. Oddział Kliniczny Otiatrii, Laryngologii i Onkologii Laryngologicznej
7. Oddział Kliniczny Chirurgii Plastycznej, Rekonstrukcyjnej i Estetycznej z Odcinkiem dla Dzieci
8. Oddział Kliniczny Anestezjologii i Intensywnej Terapii
9. Oddział Kliniczny Chorób Wewnętrznych, Astmy i Alergii z Odcinkiem dla Dzieci
10. Oddział Kliniczny Gastroenterologii Ogólnej i Onkologicznej
11. Oddział Kliniczny Nefrologii
12. Pododdział Chorób Wewnętrznych
13. Oddział Kliniczny Chirurgii Ogólnej, Transplantacyjnej, Gastroenterologicznej i Onkologicznej.

## Architektura
Budynek szpitala to czterokondygnacyjna budowla, mająca osiową kompozycję. Wybudowano go na planie litery U. Ma wydłużoną fasadę wzdłuż ul. Kopcińskiego, a dwa skrzydła biegną w głąb dziedzińca. W 1938 roku przy skrzyżowaniu ul. Kopcińskiego i Narutowicza (ul. Narutowicza 96) wybudowano narożny Dom dla Lekarzy (tzw. dom Fajna) w stylu modernistycznym. Autorem projektu budynku był Henryk Goldberg. Obiekt z czasem dołączono do kompleksu szpitalnego.